# A 1000 km de la Navidad

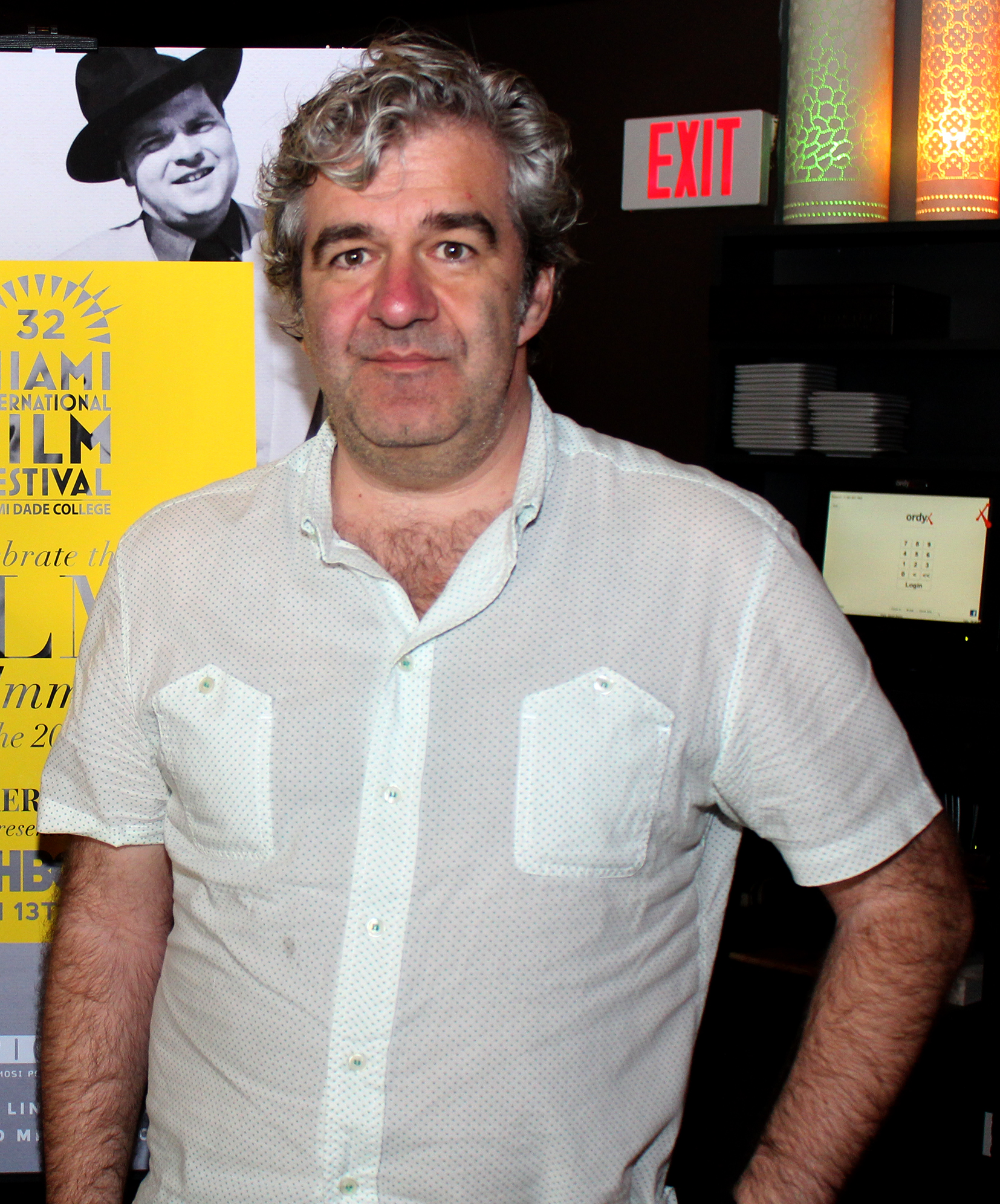
Álvaro Fernández Armero, director de la película A mil kilómetros de la Navidad.

A 1000 km de la Navidad es una comedia romántica española original de Netflix, ambientada en Navidad, siendo la segunda película española navideña de la plataforma, después de Klaus del 2019. Está dirigida por Álvaro Fernández Armero y protagonizada por Tamar Novas y Andrea Ros.

## Sinopsis
Raúl (Tamar Novas) es un treintañero al que todas las desgracias de su vida le han sucedido en Navidad. Por eso, odia los villancicos, los Reyes Magos y todo lo que huela a espíritu navideño. Todos los años pasa las fiestas en alguna playa remota, pero, este año, su jefe tiene otros planes: tendrá que auditar una fábrica de turrones de Valverde, un pueblo que vive por y para la Navidad. Y, por si fuera poco, tendrá que compartir casa con Paula (Andrea Ros), la profesora del pueblo, que sueña con batir el récord del belén viviente más grande del mundo. ¿Podrá este Grinch madrileño sobrevivir a su peor pesadilla?

## Reparto
- Tamar Novas como Raúl
- Andrea Ros como Paula
- Peter Vives como Mateo
- Verónica Forqué como Blanca
- Mar del Hoyo como María José
- Raúl Jiménez como José María
- Fermí Reixach como Antonio
- Macarena Sanz como Luisa
- Santi Ugalde como Arturo
- Karim Cobeña como Kareem
- Pilar Gómez como Marga
- Óscar Ortuño como Nico
- Pepe Carrasco como Rafa
- Joaquín Climent como Emilio

## Producción
En enero de 2021, se desveló que Netflix, de la mano de la productora Nadie es Perfecto, comenzó la producción y rodaje de la primera película española navideña con actores reales de la plataforma. Además, se anunció que la película estaría protagonizada por Tamar Novas y con guion de Francisco Arnal (Allí abajo) y Daniel Monedero (Perdiendo el este). En febrero de 2021 se anunció el resto del reparto principal, componiéndolo Andrea Ros, Peter Vives y Verónica Forqué.

## Rodaje
El rodaje de la película comenzó el 22 de diciembre de 2020 en Madrid, manteniéndose hasta enero de 2021, aunque la mayor parte se retrasó hasta finales de febrero, durando un total de 42 días y finalizado el 30 de marzo. Las grabaciones tuvieron lugar en Cabanillas del Monte, Madrid, Benasque, los Pirineos, Segovia y Guadalajara. En esta última ciudad, el rodaje tuvo lugar en el Fuerte de San Francisco, que ha sido el escenario elegido para recrear la fábrica de turrones, un lugar importante en la trama de la película.

## Estreno
La película tuvo su estreno el 24 de diciembre de 2021, coincidiendo con Nochebuena.